# 보잉 B-29 슈퍼포트리스
보잉 B-29 슈퍼포트리스(영어: Boeing B-29 Superfortress)는 4발 엔진을 탑재한 프로펠러 전략폭격기이다. 제2차 세계 대전 때 미국 육군 항공대가 운용하였으며 한국 전쟁에서는 미국 공군이 운용하였다. 제2차 세계대전 당시 B-29는 주로 일본 본토 폭격에 투입되었다.
이륙 중량은 제2차 세계 대전 중 미국 육군 항공대의 주력 대형 폭격기였던 B-17 플라잉 포트리스(30톤)의 두 배인 60톤이다. 플라잉포트리스, 슈퍼포트리스는 모두 미국 보잉이 제작했다.
B-29는 또한 히로시마와 나가사키에 대한 세계 최초의 원폭 투하에 사용된 것으로 매우 유명하다.
B-29 개발 계획에는 원자폭탄 개발 계획인 맨해튼 계획보다도 더 많은 예산이 소요되었다.
1960년에 마지막 기체가 퇴역하였다.

## 개발의 경위
미국 육군의 항공대는 제2차 세계 대전이 시작되기 5년 전인 1934년 5월에 장거리 대형 폭격기 개발 계획 「프로젝트 A」를 발족시켰다. 이것은 1톤의 폭탄을 싣고 8,000 km 이상을 날 수 있는 폭격기를 만들 계획으로, 장거리 폭격을 상정하고 있었다. B-29는 이 구상에서 태어난 기체로, 1938년에 완성한 시험 제작기(보잉 XB-15)로부터 얻을 수 있었던 여러 가지의 자료나, 새로운 항공 역학의 자료를 기초로 설계 및 제작되었다. 1940년 6월 27일에 XB-29가 발주되어 1942년 9월 21일에 첫 비행을 했다. 덧붙여 처음에는 중남미가 주된 목표로 되어 있었다. 중남미에 나치 독일의 동맹국이 출현하거나 나치 독일의 점령하에 있었을 경우에, 미국 본토의 방위책으로서 개발되었다. 그 항속 거리는 베네수엘라의 기아나 부근을 상정한 것이었다.

## 동등한 폭장량
- 미국 - B-29
- 미국 - P-3
- 러시아 - IL-38

## 기술적 특징
B-29는 동시대의 폭격기와 비교해서 매우 세부적으로 설계가 되어 있었다.

#### 배기 터빈의 채용
B-17, B-24에 이어 과급기로서 배기 터빈을 장비했다. 배기 터빈은 현재 승용차에 사용되고 있는 터보차저와 같은 원리로, 배기의 에너지를 이용해 엔진에 압축된 농후한 공기를 보내는 장치로 공기가 희박한 고공에서의 왕복기관의 성능을 확보하기 위해, 미국의 비행기가 장비하고 있었다(유럽의 비행기는 발달형의 기계식 과급기(2단 2속과급기) 장비기가 대다수). 터빈에는 배기가스와 회전에 의한 고온과 고압을 해결하기 위해 고도의 합금·야금 기술이 요구된다. 일본은 포획한 B-17의 형태는 베꼈지만 당시는 고온의 기름으로 당금질을 해서 터빈의 분자 수준의 균일이 유지되지 못하고 터빈이 파손되었다. 그 결과, 배기 터빈을 가지지 않고, 또 발달형의 기계식 과급기를 장비할 수 없었고 대부분이 1단 2속과급기를 장비한 일본의 많은 전투기들은 고공의 희빅한 공기 중에서는 기관의 출력이 극단적으로 떨어졌다. 제2차세계대전 중에 터보과급기를 실용화한 나라는 미국뿐이었다. 다만 이것은 경량화 우선의 마그네슘 합금제로 불타기 쉬운 결점이 있었고, 또 강도가 약해 부품의 수명도 짧고, 교환을 전제로 한 소모품이었다.

#### 여압실의 전면 채용
종래의 비행기는 고공을 비행하는 경우, 공기가 희박해지는 대책으로서 승무원·승객에게 산소 마스크의 장비가 필요했다. B-29는 현재의 여객기와 같이 실내를 해면에 가까운 공기압으로 유지해 쾌적하게 비행할 수 있는 여압실을 장비하고 있어, 승무원은 통상 산소 마스크 없이 탑승했다. 보잉은 제2차 세계 대전 직전인 1938년에 등장한 보잉 307에 여압 객실 시스템을 적용하고 있었고, 그 밖에도 록히드 콘스텔레이션 등에서도 여압실을 채택하였다. 또 한기에 대한 대책도 충분히 논의되어 공조 시설도 완비되었다.

#### 방어 사격의 원격 조종
원격 조작에 의해 기관총 조작원이 총탑내부로부터 창 너머로 보이는 적 요격기를 향해 기관총을 조작하는 일은 없어졌다. 그 결과 기관총 총탑이 매우 조밀하게 되어 있었다. 또, 화기관제 장치를 탑재하여 매우 높은 연도(훈련을 반복하여 숙련된 정도)를 필요로 하는 예측 사격을 누구라도 실시할 수 있게 되었다. 적 요격기를 조준기의 조준선 안에 파악하는 것만으로, 화기관제 장치가 자동적으로 탄도를 계산해 발사하는 뛰어난 시스템이었다. 이 결과, 종래의 폭격기에 탑재된 방어 기관총과 비교하면 명중률이 경이적으로 향상되어 적 요격기는 함부로 접근할 수 없었다(후에 B-29의 강적이 되는 미그 15 전투기에게도 이 강력한 방어 사격은 매우 위협적이었다고 한다).

## 전력

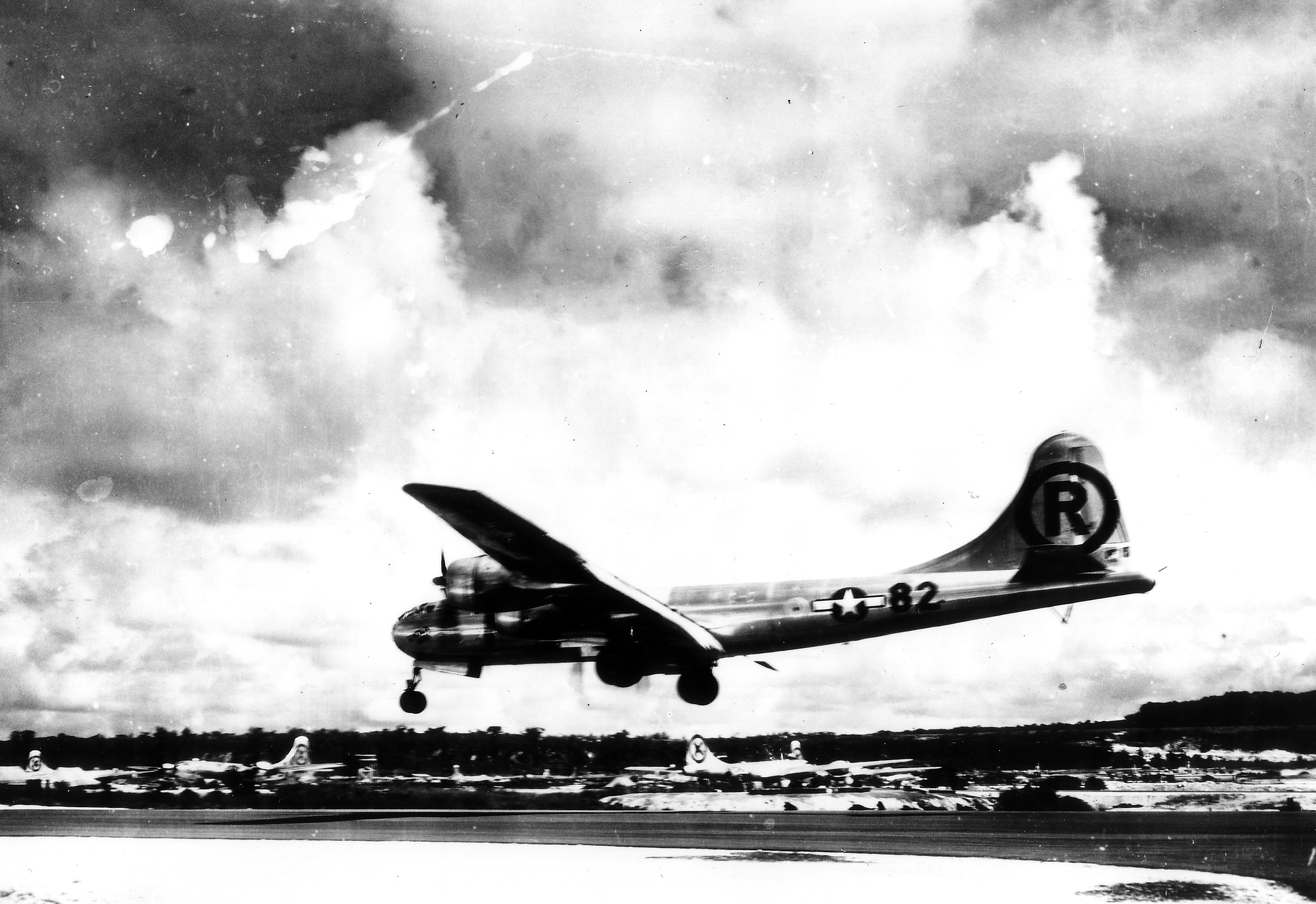
히로시마에 리틀 보이를 투하한 에놀라 게이기

B-29는 그 탁월한 능력에 의해 일본의 계전능력을 상실시킨, 태평양 전쟁에 있어서의 전략폭격기의 대표라고 말할 수 있다.
1944년 4월에 유럽을 경유해 인도에 집결, 1944년 6월부터 중국 내륙부의 청두 기지에서 규슈, 만주국, 동남아시아 방면으로 폭격을 실시했다. 방대한 연료를 필요로 하는 B-29에 대해서 청두에의 연료 수송은 방대한 노력을 필요로 해 효율적인 것은 아니었다. 1944년 11월 이후에는, 마리아나 제도의 사이판섬, 티니언섬 및 괌섬에서 일본 본토의 거의 전역에 대한 전략폭격을 실시했다. 처음은 폭격 대상을 군사 시설이나 군수 공장으로 한정해 기껏해야 고고도에서의 정밀 레이다 조준 폭격이었지만 제트 기류의 영향에 의해 목표에서 어긋나는 일도 많았다.
태평양 전선으로 이동할 때, 영국 본토에 들른 B-29는 독일 공군 정찰기에 우연히 발견되었다. 요격이 어려운 고성능 B-29 실전 투입으로 독일공군은 혁신적인 제트 전투기인 Ta183를 개발하게 되었다. (B-29는 1943년 8월의 퀘벡 회담에서 대일전 전용으로 여겨졌다).
1945년에 접어들어, 일본 본토 공습의 지휘를 맡고 있던 헤이우드 S. 한셀 준장은 아놀드 육군 항공군 총사령관에게 그 자세가 소극적이라고 판단되어 그 지휘는 커티스 르메이 소장에게 인계되었다. 르메이는 「일본의 계전 능력을 근본적으로 마비시킨다」라는 전략을 토대로, 폭격 대상을 군사시설뿐만 아니라 민간 시설에도 확대, 저고도로부터의 야간 무차별 융단 폭격을 개시했다. 총계 14만에서 17만 톤의 폭탄을 도쿄·오사카에서 시작해 일본 각지의 도시에 대해서 무차별적으로 투하해 주요 도시를 초토화했다.
도시의 주민 8만명 가까이가 화재로 사망 혹은 중상 또는 이재민이 된 도쿄 대공습이나, 오사카 대학교 공습은 B-29의 중요한 전과로 여겨진다. 한층 더 일본 각지의 항만·항로로 공중 투하 기계수뢰를 살포해 해상 봉쇄를 실시해 일본에 대타격을 주었다. 특히 간몬 해협에서 시작해 주요한 항만이나 해협에 많은 기계수뢰가 투하되었다. 당초는 수십대로 이루어진 편대에서, 폭탄의 탑재량도 23톤이었지만, 1945년이 되면서 56톤을 탑재하게 되어, 종전 가까운 무렵에는 B-29와 그것을 호위하는 전투기의 집단으로 총 500대(전폭연합이라고도 함)로 내습하게 되었다.
또, 히로시마시와 나가사키시에, 원자폭탄을 투하해 수십만 명의 시민이 사망했다. 히로시마시에 원자 폭탄을 투하한 B-29는 에놀라 게이, 나가사키시에 원자 폭탄을 투하한 기체는 박스 카로 불린다. 히로시마시에는 우라늄형의 리틀 보이가, 나가사키시에는 플루토늄형의 팻 맨이 투하되었다.
미국에서는 이들의 전과에 의해 일본의 항복을 빨리 이끌어내 일본 본토 상륙전이라고 하는 큰 피해가 예상되는 싸움을 피할 수 있었다고 평가하고 있다. 원폭투하기의 승무원은 영웅이 되어 전후 각지에서 공연을 실시했다. 히로시마시에 원자폭탄을 투하한 에놀라 게이는, 퇴역 후 분해되어 보존되고 있었지만 복원되어 스미스소니언 박물관에 전시되었다.또, 박스 카는 국립 미국 공군 박물관에 보관되고 있다.
초기의 정밀 폭격이나 말기의 원자 폭탄 투하 및 정찰비행에 의해, B-29의 비행은 본래의 성능을 발휘할 수 있는 고고도(9000~10000 m)에서 행해졌다. 사오토메 카츠모토의 저서 「뱅어」에서는, "B-29는 고공에서 움직이는 항적운 앞의 작은 알갱이였다" 라고 묘사되어 있지만, 일본에서 「뱅어」와 같이 B-29가 묘사되는 일은 거의 없다.

### 일본의 대B-29 전투

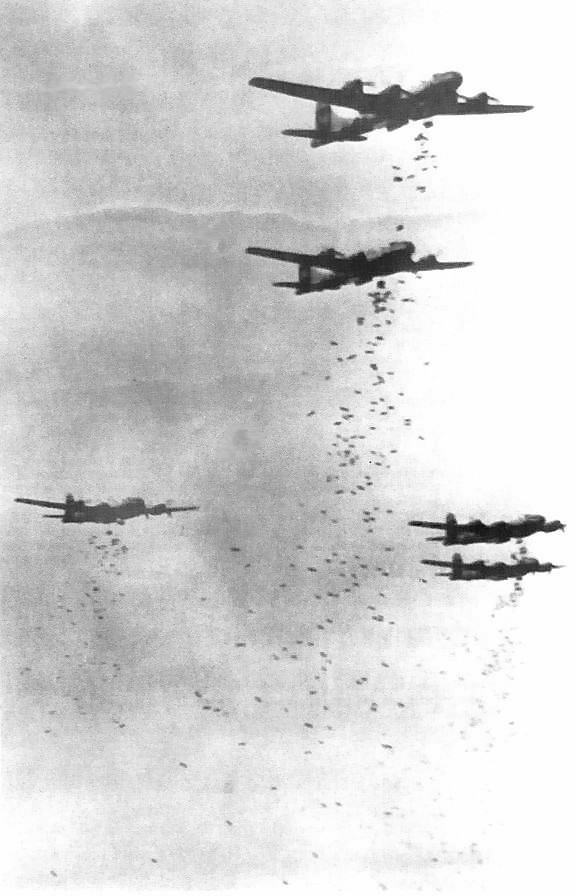
일본을 폭격하는 B-29

B-29는 당초 군사 공장 등에 적용되는 고고도로부터의 정밀 폭격에 이용되었다. 원래 고공 전용의 기관을 가지지 않고, 재료나 공원의 질이 저하된 후, 고급의 항공기 연료의 입수도 불가능해진 제2차 세계 대전 후기의 일본의 전투기가 B-29를 요격하는 일은 매우 어려웠다. 요격에는 단좌형 전투기인 일본 해군의 국지전투기 등이 사용되었지만, 1만 m의 고공에서 비행하는 배기 터빈을 장비한 B-29를 고속으로 따라잡는 것도 어려웠고,겨우 B-29를 요격할 수 있는 고도로 올라가 일격을 가하면 고도가 떨어져 고도를 회복하지 못해 공격이 계속되지 못했다. 이 때문에 진천제공대(대B-29 공대공 특공대)에 의한 전력투구 공격도 행해졌다.
그리고 1945년 3월에 이오섬이 미국군에 점령되어 호위 전투기 노스아메리칸 P-51머스탱이 동반되면서, 쌍발 전투기는 사용할 수 없게 되고 단발 전투기의 요격도 어렵게 되었다. 그런데도 300대 이상에 이르는 B-29의 일본 본토 작전에서 상실기의 반수 이상이 일본군의 요격에 의한 손상으로 비행 불능이 되어 불시착했다.
커티스 르메이가 일본 본토 공습의 지휘를 맡게 된 이후, B-29는 단좌형 전투기가 비행할 수 없는 야간에, 고도 2000~3000 m 로부터 일반 시가지에 대한 융단 폭격을 실시하게 되었다. 초고주파의 소형 레이다는커녕, 각 기를 관제하는 방공 시스템조차 불충분한 일본은 효과적인 요격을 실시하지 못하고, 20 mm 기관포를 장비한 쌍발의 야간용 전투기가 폭격의 화재에 비추어지는 B-29를 발견하여·공격해서 등화 관제의 중지를 요구하는 비행대도 있었다. 일본측의 전투기에 의한 요격 능력이 문제가 되지 않는 것을 안 미국은, 도쿄 대공습 때에는 유효한 대공 병기가 없는 도쿄에 고도 300 m 로 초저공 폭격했다. B-29의 후부 총좌 이외의 방어 화기를 철거해, 포탑의 자취는 듀랄민으로 막아 통상보다 많은 6톤의 고성능 소이탄을 탑재해 공격했다 이 때에는 B-29를 개조한 사진 정찰기에 의한 위장 비행도 행해지고 있어 일본군의 전투기는 그 쪽으로 주력 하고 있었다).
무엇보다, 이와 같이 무장을 철거해 경량화한 것은, 「캔자스의 싸움」이라고 불리는 B-29 강행 생산계획으로 만들어진, 라이트 사이클론 R3350형 발동기의 신뢰성에 문제가 있던 때문이기도 하다. 인도에서는 기관의 과열때문에 가끔 이륙할 때에 충분한 추진력을 얻지 못하고 추락했다. 이것은 롤스로이스사의 기관으로 교체되지 않으면 해결되지 않는 문제였다.
고장난 B-29의 불시착용과 호위 전투기의 기지로서 이오섬이 선택되어 미국군은 많은 희생을 당하고 일본군으로부터 이 섬을 빼앗았다. 이오섬까지 도착할 수 없는 B-29를 위해서, 도쿄 만 부근에 잠수함이 배치되어 승무원의 구조를 담당했다.
일본은, 격추할 수 있었던 B-29를 분별해, 듀랄민을 융해해 재이용했다.
제2차세계대전에서의 B-29의 격추 수는 450~485대(총 출격수 33,000대)로, 출격에 대한 손실율은 1.4% 정도였다. 다만 투입한 개체수에 대한 손해율은 15%를 넘는다.
전사 또는 행방불명이 된 승무원은 합계 3041명이다.
일본 공습에 의해 당초의 고고도 정밀 폭격을 실시하고 있었을 무렵에는 56%의 손실률이 있었지만, 1945년 4월부터 P-51의 동반에 의해서 손실율은 큰 폭으로 저하해, 불과 11.5% 정도로 저하되었다.

### 제2차 세계 대전 후
냉전 체재가 성립된 1948년의 베를린 봉쇄 때에는, 소련의 서베를린에의 포위망에 대항해 서방이 공수작전을 전개해, B-29도 그 작전에 참가했다. 당시, 영국 본토에 있었던 B-29에는 원자 폭탄이 탑재되고 있다는 소란을 피워 소련군에는 상당한 위협을 주었다. 그러나 실제로는 B-29에는 원자 폭탄은 탑재되지 않고, 서베를린을 포위하는 소련군에 대한 위협과 견제가 목적이었다.

#### 한국 전쟁
1950년 6월에 발발한 한국 전쟁 초기에, 소련의 지원을 받은 조선인민군은 강력한 항공 전력을 가지고 있지 않았기 때문에, 제공권을 장악하고 있던 UN군의 B-29는 자유롭게 폭격을 실시할 수 있었다. 그러나 인민군의 미그 15가 등장하면서 형세가 역전되기 시작했다. 제2차 세계 대전의 대일전에서 무적을 자랑하고 있던 B-29도 미그 15의 강력한 37 mm 기관포에 의해서 차례로 손해가 속출해, 폭격기를 호위하는 전투기조차 폭격기를 호위하지 못하고 스스로를 지킬 수밖에 없는 상황에 빠져 버렸다. 프로펠러 폭격기가 제트 전투기를 이길 수 없는 것은 분명했다. 이것에 놀란 미국공군은 급히 후퇴익을 가지는 당 최신예의 F-86 세이버를 투입해 제공권의 회복에 노력했다. 한국 전쟁에서는, 기지까지의 거리가 짧았고 F-86 세이버등의 강력한 호위 전투기가 있는데다, B-29의 강력한 방어 포화 등에 의해 격추된 기체가 24기에 지나지 않았다. 그러나, F-86 세이버를 호위 전투기로서 작전에 투입해도 피해가 발생해, 1951년에는 주간 폭격 임무에서는 제외되게 되었다.

#### 그 후
B-29의 후계기는, 개량형인 B-50 및 B-36이지만, 제트 전투기에 의해 격추가 증가한 것이나 B-52 등의 제트 폭격기가 전략폭격기의 주력이 된 것 등에서, 한국 전쟁 이후는 점차 구식기로 간주되어서 주력기로 활동하지는 않았다. 그러나, 1954년경의 대소련 핵공격 시나리오에서는, B-29도 주력으로 간주되고 있었다.
1950년대에 초음속기의 개발 시에 X-1 등의 초음속기를 부착하는(고공에서 떼어낸다) 임무를 수행했던 것이 말기의 활약이었다. 그 후 1960년대에 접어들면서 퇴역했다.
덧붙여 말기의 B-29에 대해서는, 1953년에 텍스 아베리에 의해 의인화해 처자를 갖게 한 미국제 애니메이션으로도 되어, 일본에서도 텔레비전 방영되었다(주로 톰과 제리와의 병영). 그곳에서는 당시의 불우와 함께, 아버지인 B-29가 아들 B-29에게 명기체로서의 나는 방법을 설명하는 장면이 있다.

## 투폴레프 Tu-4

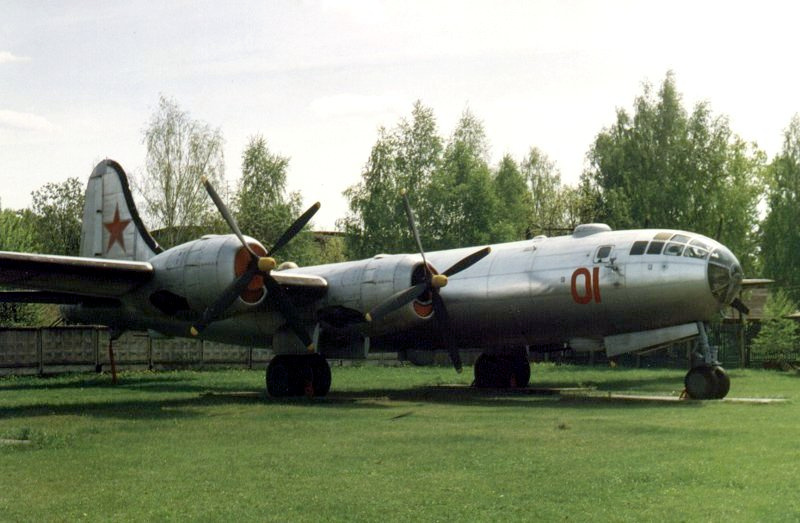
투폴레프 Tu-4

소련은 미국의 B-29를 역공학으로 베껴 투폴레프 Tu-4 폭격기를 만들었으며, 여객기인 투폴레프 Tu-70도 만들었다.
스탈린은 여러 차례에 걸쳐 미국에게 장거리 전략폭격기를 공여해 주기를 요청하고 있었다. 그러나 미국으로서는 대일전 중점 투입이라고 하는 목적도 있었던 탓에, 소련이 전략폭격기를 갖는다고 하는 것에 난색을 나타내고 있었다. 그런 때, 1944년 7월, 8월 및 11월에 일본 및 만주를 폭격한 3기의 B-29가 기체의 고장에 의해 소련 영내에 불시착했다. 승무원들은 억류된 후에 미국으로 송환되었지만 기체는 몰수되어 스탈린의 명령에 의해 해체 조사되었다. 그리고 안드레이 니콜라예비치 투폴레프 등에 의해 해체한 부품에 근거하는 설계를 해 1946년 여름에 완성한 것이 투폴레프 Tu-4(NATO 코드네임：불)이다.
1947년 8월 3일에 모스크바에서 행해진 항공 기념일 퍼레이드로 공개된 Tu-4는 그 후로도 엔진이나 프로펠러 등에서 개량을 해 1949년에는 소련 전략폭격군에서 본격적으로 운용되었다. 1950년대 말까지 약 1,200기가 제조되어 그중 몇 기는 중국 공군에게 인도되었다.
한편, 미국 공군은 Tu-4에 미국 본토의 공격 능력이 있는 것을 알아채고 공포에 빠져, 레이다나 지대공미사일 등의 방공 설비의 개발을 서두르게 되었다. 또, 미국인은 B-29의 명백한 복제품인 것을 보고 Tu-4를 「슈퍼 포트리스키」라고 불렀다고 한다.
스탈린의 명령으로 모두 복제하라는 명령에 충실히 따라, 초기형 Tu-4는 소련에서 쓰는 센치법 대신, 인치법을 쓰는 미국의 계기판까지 그대로 베꼈으며, 일본의 대공포화로 받은 탄흔까지 충실히 재현했다는 전설을 가지고 있다. (진상은 불분명하지만, "재현하지 않는다고 명령 무시로 숙청된다." 라고 하는 스탈린의 공포정치를 풍자한 것이 아닌가, 라고 보는 설도 있으며, 또는 이것은 탄흔이 아니고, 제조시의 실수로 리벳용으로서 비울 수도 있는 것으로 보는 의견도 있다.)

## 제원 (B-29)
정보의 출처: Quest for Performance
일반 특성
- 승무원: 11 (5 officers, 6 enlisted): (A/C)Airplane Commander, Pilot, flight engineer (a rated pilot),[2][3] bombardier, navigator, radio operator, radar operator, blister gunners (two), CFC upper gunner, and tail gunner
- 길이: 99 ft 0 in (30.18 m)
- 날개폭: 141 ft 3 in (43.06 m)
- 높이: 29 ft 7 in (8.5 m)
- 날개면적: 1,736 sq ft (161.3 m²)
- 공허중량: 74,500 lb (33,800 kg)
- 탑재중량: 120,000 lb (54,000 kg)
- 최대이륙중량: 133,500 lb (60,560 kg)
- 엔진: 4× Wright R-3350-23 and 23A turbosupercharged radial engines, 2,200 hp (1,640 kW)  각각
- Zero-lift drag coefficient: 0.0241

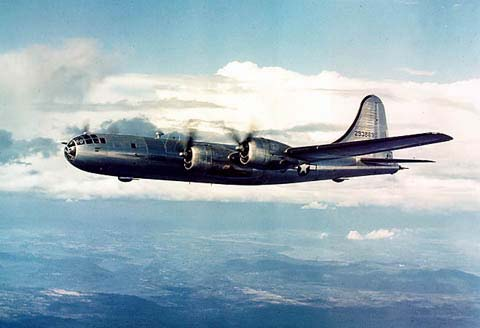
보잉 B-29 슈퍼포트리스

- Drag area: 41.16 ft² (3.82 m²)
- Aspect ratio: 11.50

성능
- 최대속도: 357 mph (310 knots, 574 km/h)
- 순항속도: 220 mph (190 knots, 350 km/h)
- 실속속도: 105 mph (91 knots, 170 km/h)
- 전투항속거리: 3,250 mi (2,820 nmi, 5,230 km)
- 최대항속거리: 5,600 mi (4,900 nmi, 9,000 km, (record 5,839 mi, 5,074 nmi, 9,397 km))
- 상승한도: 33,600 ft (10,200 m)
- 상승률: 900 ft/min (4.6 m/s)
- 날개하중: 69.12 lb/sqft (337 kg/m²)
- 출력대중량비: 0.073 hp/lb (121 W/kg)

- Lift-to-drag ratio: 16.8

무장
- 기관포: 

  - 10× .50 in (12.7 mm) caliber Browning M2/ANs in remote controlled turrets
  - 2 x .50 in and 1× 20 mm M2 cannon in tail position (the cannon was eventually removed as it proved unreliable in service )
  - B-29B-BW – All armament and sighting equipment removed except for tail position; initially 2 x .50 in M2/AN and 1× 20 mm M2 cannon, later 3 x 2 x .50 in M2/AN with APG-15 gun-laying radar fitted as standard.
- 폭탄: 

  - 2,300 kg 폭탄, 2,600 km 거리의 고고도 폭격
  - 5,400 kg 폭탄, 2,600 km 거리의 중고도 폭격
  - 9,100 kg 폭탄, 최대무장량, 단거리 저고도 폭격

## 같이 보기
관련 개발
- An-10
- An-22
- Y-8

유사 항공기
- C-130
- C-160
- 보잉 B-29 슈퍼포트리스 - 세계유일 핵폭탄 투하 폭격기
- 보잉 737 - B-29와 비슷한 크기의 쌍발 제트 여객기, 100인승, 최대이륙중량 70톤.
- P-8 포세이돈 - 보잉 737의 군용기 버전.
- 투폴레프 Tu-16 - B-29와 비슷한 크기의 쌍발 폭격기
- 투폴레프 Tu-104 - 투폴레프 Tu-16의 여객기 버전, 100인승, 최대이륙중량 70톤.
- 투폴레프 Tu-4 - B-29를 역공학으로 베낌.
- 투폴레프 Tu-70 - 투폴레프 Tu-4의 여객기 버전. 72인승.
- P-3 오라이온 - B-29와 비슷한 군용기. 프로펠러 4개, 최대이륙중량 70톤.
- 록히드 L-188 일렉트라 - P-3 오라이온의 여객기 버전. 100인승.
- Y-8 - 중국
- An-12 - 러시아
- 일류신 Il-18 - 러시아
- 컨베어 B-36 피스메이커

- 아브로 링컨